# Договор от Апамея
Мирният договор от Апамея е сключен през 188 пр.н.е. в Апамея Киботос (Apameia Kibotos) в Мала Азия между Римската република и Селевкидското царство.
Той е резултат от битката при Магнезия през 190 пр.н.е., в която римляните с главнокомандващите военачалници Луций Корнелий Сципион, наречен по-късно Сципион Азиатски, и Сципион Африкански със съюзниците им от Пергамон побеждават селевкидския цар Антиох III (Антиох Велики).
В този договор цар Антиох III се задължава да плати на римляните 12 000 таленти (разделени на 12 години) и да предаде корабите си, като запази само 10. Собствеността в Мала Азия попада на римските съюзници в Азия, Родос и Пергамон.
С договора от Апамея във Фригия Рим става определяща сила в Източно Средиземно море. Нарежданията от мирния договор са предадени при Полибий (Polybios 21, 42, 1–27) и при Ливий (Livius 38, 38).